# Nádasdy Ferenc (hadvezér)
Nádasdi és fogarasföldi báró Nádasdy II. Ferenc (Sárvár, 1555. október 6. – Sárvár, 1604. január 4.) magyar főnemes, hadvezér, Vas vármegye főispánja, dunáninneni főkapitány, Nádasdy Tamás nádor és Kanizsai Orsolya fia, az állítólagos csejtei rémtetteiről „csejtei szörnyként” elhíresült Báthori Erzsébet férje.

## Életútja
| Magyari István Nádasdy Ferenc emlékezete Vitézeknek mert csillaga, Vármegyéknek jó paizsa, Az szent népnek nagy oltalma, Minden rendnek szép példája Tanácsinknak fényessége, Vala népünk ékessége, Igazságnak szeretője, Lén népinknek dicsessége. – részlet |

A híres, törökverő „erős fekete bég” 1555-ben látta meg a napvilágot Sárváron. Apja, a 16. század egyik legkiválóbb politikusa és hadvezére, az ország nádora, Nádasdy Tamás; anyja a művelt nagyasszony, a mohácsi csata halottait eltemető Kanizsai Dorottya unokahúga, Kanizsai Orsolya volt. Az apai nagyszülei Nádasdy Ferenc (fl. 1492–1541), Nagykanizsa várkapitánya, földbirtokos és szenterzsébeti Terjék Orsolya voltak. Az anyai nagyszülei Kanizsai László (1497–1525), Vas vármegye főispánja, nagybirtokos és bélteki Drágffy Anna (fl. 1522–1528) voltak. Az apai nagyapai dédszülei Nádasdy László (fl. 1435–1482), erdélyi alvajda 1465 és 1467 között, Vas vármegye alispánja 1470 és 1471 között, földbirtokos, és Sánkfalvy Katalin (fl. 1467–1477) voltak.
A nádorfi gondos nevelést kapott. Első tanítómestere a sárvári iskola országosan híres tudósa, Beythe István. 12 évesen került a császárvárosba az otthon megkezdett tanulmányai folytatására, II. Miksa német-római császár és magyar király udvarába. Itt ismerkedett meg többek között a nála egy évvel fiatalabb Bocskai Istvánnal, a későbbi fejedelemmel és Balassi Bálinttal, a kor híres poétájával.
Hatalmas (851,5 jobbágyportás) apai örökségével, valamint Báthori Erzsébettel kötött házassága révén a családi kasszát növelő hozománnyal, birtokokkal 1601-re a magyarországi bárók sorában a harmadik helyre küzdötte fel magát. Gazdagságát és hatalmát a jobbágyportákon kívül több vár és várbirtok vagy vártartomány öregbítette. Birtokközpontjaiban, különösen Sárváron, igazi főúri udvartartást honosított meg; folytatta apja művészetpártoló tevékenységét. Bár életének nagy részét a harcmezőkön töltötte, sárvári házában szívesen látott vendégek voltak az írástudó deákok, tudós mesterek, prédikátorok. Apja példáját követve nyomdát létesített Sárváron. Itt jelentek meg udvari és tábori lelkészének, Magyari Istvánnak híres hitvitázó munkái is.
Fiatalon ott találjuk a kor politikai küzdelmeiben, hamarosan a magyar nemesi ellenzék egyik vezéralakjává válik. Batthyány Boldizsár és Zrínyi György mellett neki köszönhető, hogy az 1582–83-as országgyűléseken az uralkodó részben teljesítette a magyar rendek követeléseit. Ebben valószínűleg döntő szerepe volt annak a ténynek is, hogy ők hárman ekkor jobban rokonszenveztek Báthory Istvánnal, ezért Rudolf császár tartott egy Báthoryt a magyar trónra segíteni akaró magyarországi felkeléstől. 1588-ban beválasztották a Drávától a Dunáig elterülő országrészt ellenőrző bizottságba.

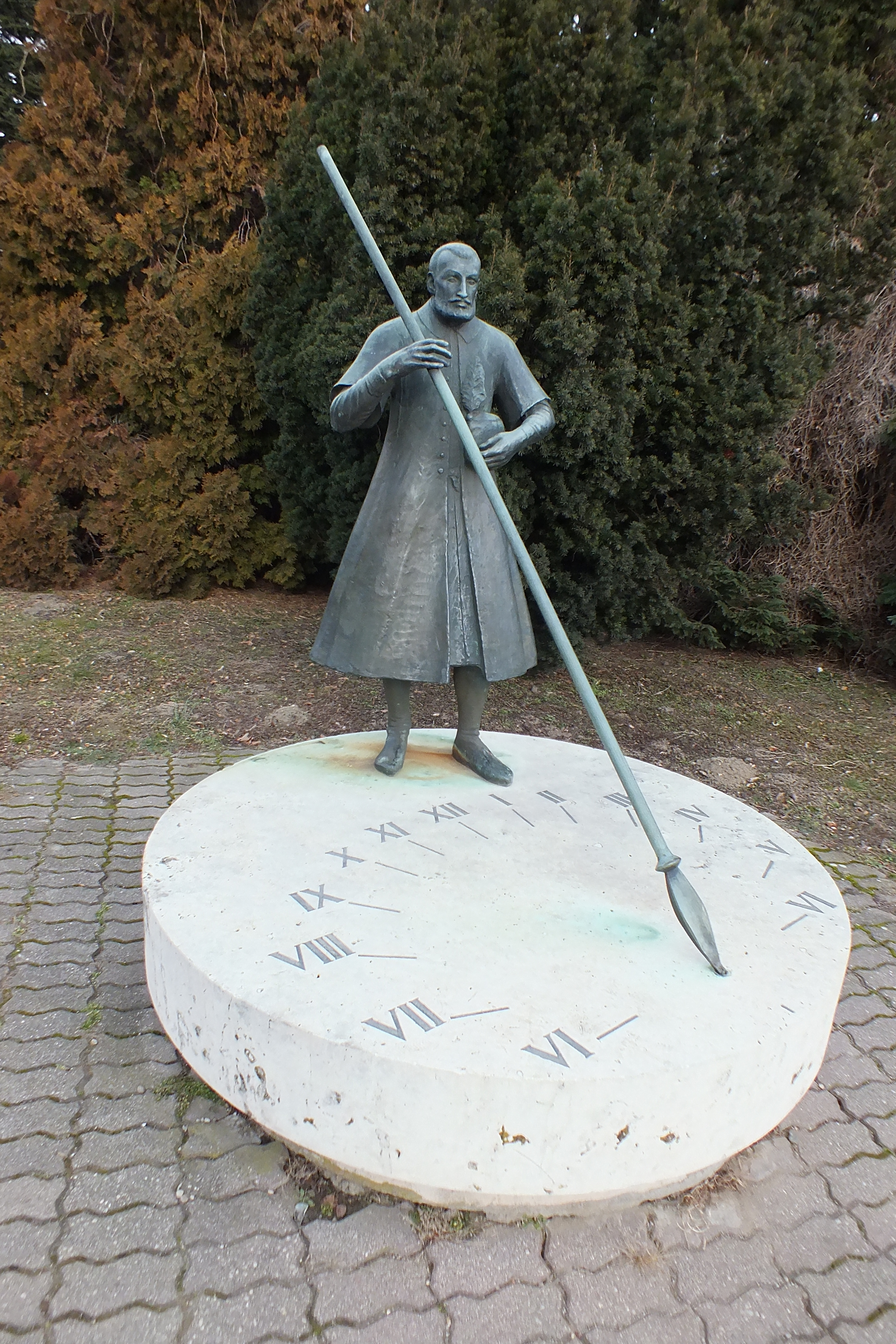
Nádasdy Ferenc sárvári szobra

A Vas vármegye főispánja és királyi főlovászmester címet viselő „fekete béget” 1598-ban hadi érdemeiért aranysarkantyús vitézzé, lovaggá avatták Győrött. Még ugyanebben az esztendőben az uralkodó kinevezte dunántúli főkapitánynak. E tisztsége országos méltóság volt, amely nemcsak katonai, de politikai hatalommal is járt. Ő parancsnokolt a terület végvári katonasága, a főurak magánhadserege, a vármegyei és mezei hadak és a még ebben az időben is létező népfelkelés fegyveresei fölött is. Beleszólhatott a terület vármegyéinek és városainak ügyeibe és az ő hatáskörébe tartozott a hadizsákmány igazságos elosztása, és neki kellett gondoskodnia arról, hogy a várakban mindig legyen félesztendőre elegendő élelmiszer.
1601-ben tovább emelkedett a politikai, hivatali ranglétrán: megválasztották a helytartó érsek mellé tanácsadó és egyúttal ellenőrző feladattal. Így az országbárók között az első helyre került, megelőzve Thurzó Györgyöt, a későbbi nádort és Forgách Zsigmondot, aki később szintén Magyarország nádora lett.
A két világháború között élt író, Herczeg Ferenc így jellemezte Nádasdyt: „A fekete bég sereget tartott a maga zsoldján, amely sűrűn csapott át a török végekre fejeket szedni. A száguldozásokat Nádasdy uram maga vezette, és ahol a hadizászlóit meghordozta, ott ámulatot keltett a mindent mérő vitézségével, és rémületet a kegyetlenségével. És bár a mezei munka (portyázás) volt az úri kedvtelése, ezért sok más mesterségben is jeleskedett. Szerette a lantosokat és a képírókat, csuda tulipánokat és óriás barackokat növesztett kertjében, idegen nyelveket tanult, külhoni tudósokkal levelezgetett, aranyon vásárolta a szép könyveket, és Sárváron könyvsajtót tartott. Az urasága dúsabb volt a bécsi királyénál…”. Nádasdy Ferenc igazi reneszánsz férfiú volt a XVI. század második felében.
Sokoldalúsága meghatározó volt, a magyar történelembe mégis a harctereken szerzett eredményeivel írta be a nevét. Apja, a kor viszonyait ismerő nádor, a török elleni harcot örökségként hagyta fiára, tudta, hogy neki is a török fegyverek közt kell majd helytállnia. A későbbi „Fekete bég” még alig egyéves volt, amikor Nádasdy Tamás a következő sorokat vetette papírra: „Ferkót lassan-lassan a verőfény nézésére kell szoktatni, mert félő, hogy lágy szeme ne legyen, mert ha Isten élteti, az kopja hegyire kell többet nézni, hogy sem apjára, sem anyjára, ahhoz pedig nem jó a lágy szem.”
A katonai mesterség alapjait már Sárváron, majd a királyi udvarban mint apród és királyi ifjú, elsajátíthatta és már 22 évesen, 1577-ben ott találjuk Szigetvár környékén a török elleni harcban. A következő évben már a budai pasa, Musztafa, tett panaszt ellene simontornyai lesvetése miatt, majd újra Szigetvár közelében portyázott. 1579-ben a bajcsai győzelem, majd a berzencei hadicsel fémjelezte katonai rátermettségét.
1580-ban Zrínyi György és Batthyány Boldizsár csapataival a varasdi mezőn győzedelmeskedett (250 törököt levágtak, 430-at elfogtak, 20 zászlót zsákmányoltak), majd Esztergomnál vette lesbe a törököt.

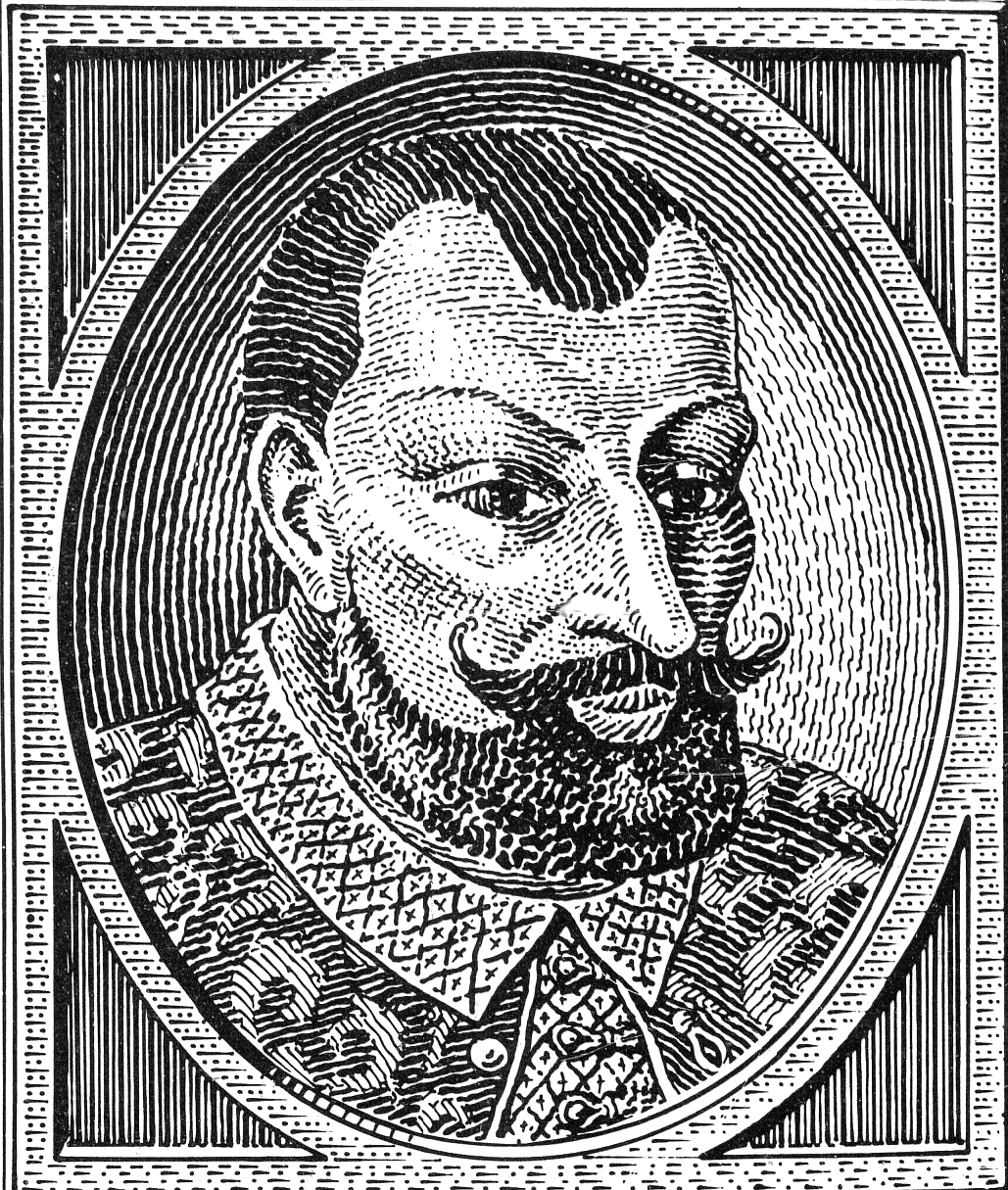
Nádasdy Ferenc a „Fekete bég”

Nádasdy a lesvetések mestere. Nem véletlen, hogy a budai pasák állandó panasszal éltek ellene: „Zrínyi György, Nádasdy és Batthyány tízezren Koppány tartományra jöttek, kik nagy dúlást és égetést tettek…” – írja Ali Kolajkiloz pasa, budai beglerbég 1583 márciusában. Huszárjai élén 1584-ben Károlyvárosnál verte meg a törököt.
Első igazán nagy hadi vállalkozását 1586-ban hajtotta végre Törökkoppánynál 1700 katonájával, és teljes győzelmet aratott. A következő évben Szigetvárnál lepte meg a törököt, majd a vértesaljai vereség következett – a tekintélyén esett csorbát azonban hamarosan kiköszörülte. Ez év augusztusában régi öreg barátjával, Zrínyi György dunántúli főkapitánnyal Kacorlaknál fényes éjszakai diadalt aratott a szigetvári, a pécsi, a mohácsi és a koppányi bégek egyesült hadán. A török sereg javát a mocsárba szorították, 1300 törököt fogolyként vittek magukkal. Saját veszteségük Zrínyi jelentése szerint mindössze 11 halott volt.
Nádasdy Ferenc katonai tehetsége, hadvezéri rátermettsége igazán a tizenöt éves háborúban (1591–1606) bontakozott ki. Részese volt az 1593-as sziszeki győzelemnek, majd a székesfehérvári és a pákozdi diadalnak. 1594-ben elfoglalta Segesdet, Berzencét, Szőnyt, majd saját, valamint a Vas, Sopron és Zala vármegyei csapatokkal és a királytól kapott 300 lovassal és 300 gyalogossal részt vett Esztergom ostromában, ahol Balassi Bálint is elesett. (Ezután a sikertelen ostrom után a török bevette Tata után Győrt is, mert a többségében német és olasz védők kapitánya, Hardegg gróf kapitulált. Tettéért halálra ítélték, és 1595-ben Bécsben lefejezték.)

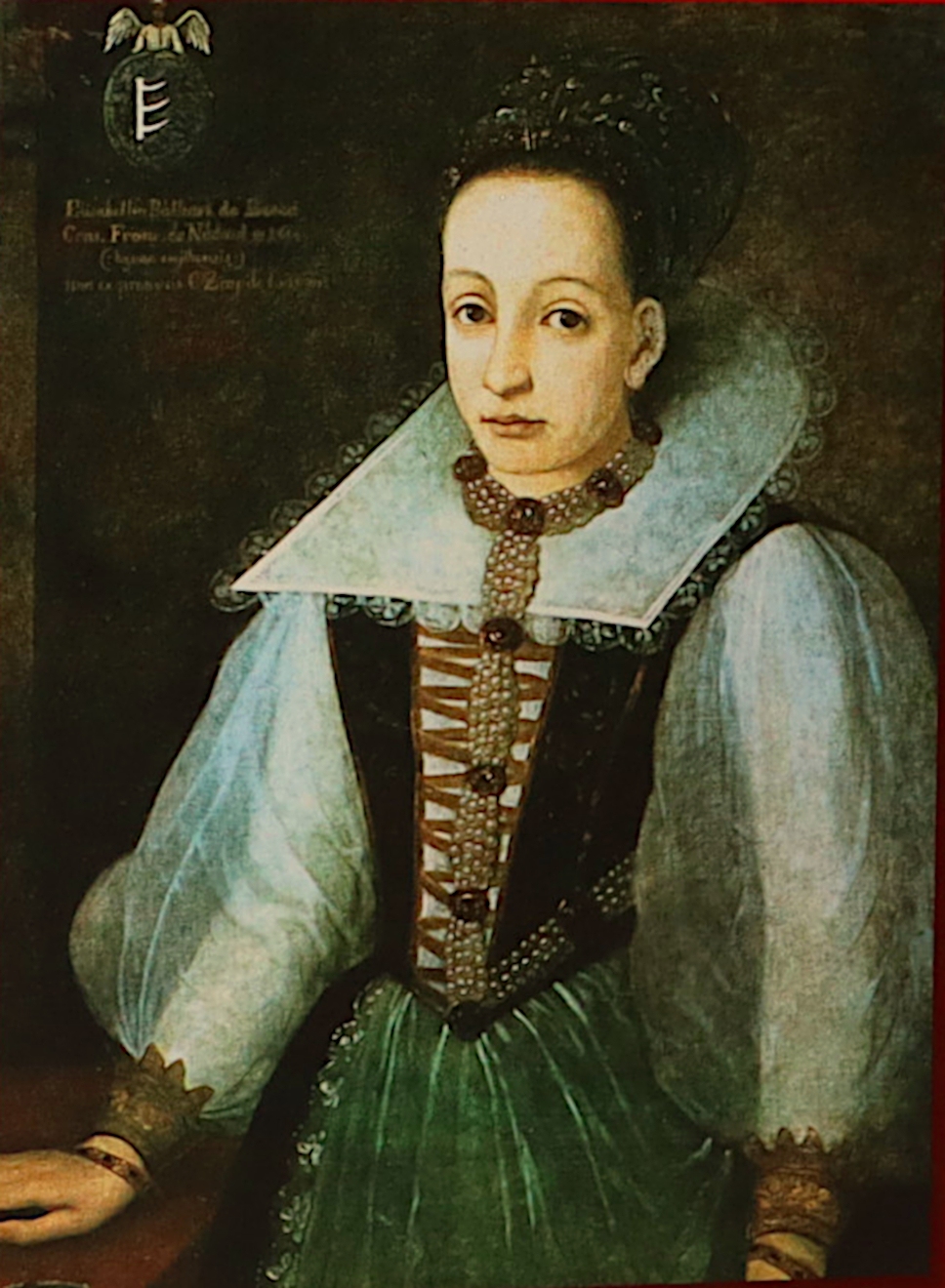
Báró Nádasdy Ferencné gróf ecsedi Báthory Erzsébet (1560–1614)portréja, a festmény a Zay-kastélyból származik és a Csejtei vár múzeumában volt kiállítva, ahonnan azonban ellopták

1595-ben újra részt vett az Esztergomot ostromló német–osztrák–olasz–magyar koalíció kötelékében, ezután Pálffy Miklóssal Párkányhoz vonult, és a Dunán hidat verve azt bevették. Amikor üzenetet kaptak, hogy a budai beglerbég felmentő sereget állított össze a csatából elmenekült török erőkből Óbuda és Vörösvár mellett, Mátyás főherceg, az ostromlók parancsnoka parancsot adott Pálffynak és Nádasdynak ezen erők szétkergetésére. Ebben döntő szerepe volt a „Fekete bég” vezette 1000 lovasnak. Esztergom elfoglalása után Visegrád bevétele következett.
1597-ben Nádasdy foglalta vissza Tatát a töröktől. Ekkor alkalmazták először Magyarországon Prestyenszky János tűzmester Dél-Németalföldről hozott petárdáit – efféléket ott jó sikerrel használtak várkapuk betörésére, de nálunk még ismeretlenek voltak. Ezután Pápa környékén ütött rajta a törökön. Szeptemberben már Győr alatt hadakozott, majd huszáraival a nógrádverőcei ütközetben tüntette ki magát.
1598-ban vette át a dunántúli főkapitányi tisztét barátjától és harcostársától, Zrínyi Györgytől. Ott volt Buda ostrománál, majd a következő évben csapatai élén Szécsénynél, Pécs és Szigetvár környékén mért csapást a törökre. 1600-ban a pápai vár fellázadt vallon őrsége ellen rendelték, hogy segítse Schwarzenberg fővezért a vár irányításának átvételében. Ezután ott volt a Kanizsa felmentésére összegyűlt császári seregben. 1601 szeptemberében Székesfehérvárnál szerzett döntő érdemeket 2000 katonájával. Fehérvár felszabadítása után Kanizsa alá vonult. 1602-ben részt vett az újabb budai ütközetben, majd elfoglalta Adonyt. Utolsó győztes csatáját 1603. szeptember végén Buda alatt vívta. 1604. január 4-én, 48 évesen hunyt el, Sárváron.
Ki volt valójában Nádasdy Ferenc? Erre a legjobb választ dr. Söptei István, a Nádasdy-múzeum igazgatója adta meg: „Ő volt a törökök által is elismert kiváló hadvezér, korának megbecsült, a magyar nemzeti érdekeket minden időben szemmel tartó magyar főúr, aki apja, Nádasdy Tamás nádor életútját követve munkálkodott a magyarság megmaradásán, egy olyan korban, amikor erre kevés esély volt. Életpályája mindannyiunk számára követésre méltó!”

## Házassága
Varannón 1573. május 5-én vette feleségül ecsedi Báthory György és somlyói Báthory Anna 13 éves leányát, Báthori Erzsébetet. A házasságból hat gyermek született:
- András (1598 – 1603)
- Pál (1593/1597 – 1633/1650), Nádasdy III. Ferenc apja. (Ferencet I. Lipót 1671-ben lefejeztette, mert részt vett a Wesselényi-féle összeesküvésben)
- Anna (kb. 1585 – 1605 után), Zrínyi Miklós dunántúli főkapitány felesége
- Katalin (kb. 1594 – ?), Homonnai Drugeth György felesége
- Miklós (? – ?), Zrínyi Zsuzsanna férje
- Orsolya (? – ?)